# Дідятичі (гміна)
Ґміна Дідятиче (пол. Gmina Dydiatycze) — колишня (1934—1939 рр.) сільська ґміна Мостиського повіту Львівського воєводства Польської республіки (1918—1939) рр. Центром ґміни було село Дідятиче.

1 серпня 1934 р. було створено ґміну Дідятиче у Мостиському повіті. До неї увійшли сільські громади: Дідятиче, Голодувка, Макунюв, Містице, Мокжани Мале, Мокжани Вєлькє, Орховіце, Саннікі, Шешеровіце і Волчищовіце.